# Regina Todorenko
Regina Petrivna Todorenko (en ucraniano: Регіна Петрівна Тодоренко) (Odesa Ucrania, 14 de junio de 1990) es una cantante y presentadora de la televisión ucraniana.

## Biografía
Todorenko nació 14 de junio de 1990 en Odesa, Ucrania (entonces RSS de Ucrania). 

### Como presentadora
Desde enero de 2014 Todorenko se convirtió en la nueva presentadora de televisión de un proyecto de "Oryol & Reshka".

### Regreso a la música
En 2015 Regina Todorenko grabó al contrario que en la canción y grabó un video de la canción "Heart's Beating". También en este año se convirtió en estado parte rusa show "la Voz". En el ciego y escucha regina realizó la canción de Tina Karol "Nochen'ka". Su maestra fue Polina Gagarina.

### La carrera de diseñador
En 2015 Regina Todorenko lanzó su propia línea de ropa "Generation TR".

## Discografía

### Sencillos
| Año  | Título          | Puesto en la lista | Puesto en la lista |
| Año  | Título          | Ucrania            | Rusia              |
| ---- | --------------- | ------------------ | ------------------ |
| 2015 | Heart's Beating |                    |                    |
| 2015 | Ty mne nuzhen   |                    |                    |
| 2016 | Mama            |                    |                    |